# Xã Fayetteville, Quận St. Clair, Illinois
Xã Fayetteville (tiếng Anh: Fayetteville Township) là một xã thuộc quận St. Clair, tiểu bang Illinois, Hoa Kỳ. Năm 2010, dân số của xã này là 1.668 người.